# Rapid City (Dakota del Sur)
Rapid City es una ciudad ubicada en el condado de Pennington en el estado estadounidense de Dakota del Sur. En el Censo de 2010 tenía una población de 67.956 habitantes y una densidad poblacional de 472,88 personas por km².
Es llamada así por el arroyo Rapid, un afluente del río Cheyenne —que es a su vez afluente del río Misuri— que atraviesa la ciudad. Es el núcleo urbano más próximo al Monte Rushmore (aunque la localidad más próxima en realidad es el pequeño pueblo de Keystone), uno de los lugares más visitados del país, lo cual provoca que su economía se base en el turismo.

## Geografía
Rapid City se encuentra ubicada en las coordenadas 44°4′16″N 103°13′5″O / 44.07111, -103.21806. Según la Oficina del Censo de los Estados Unidos, Rapid City tiene una superficie total de 143,71 km², de la cual 143,5 km² corresponden a tierra firme y (0,14%) 0,2 km² es agua.

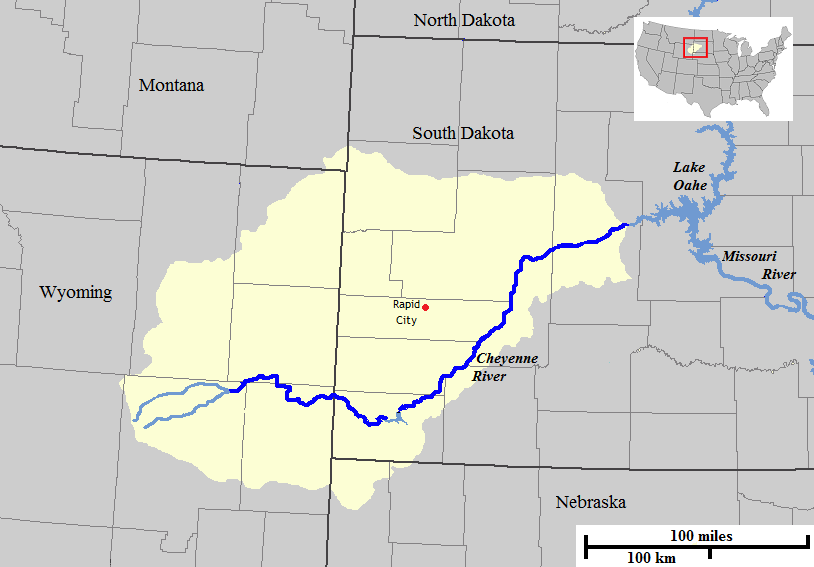
Rapid City en un mapa del río Cheyenne...
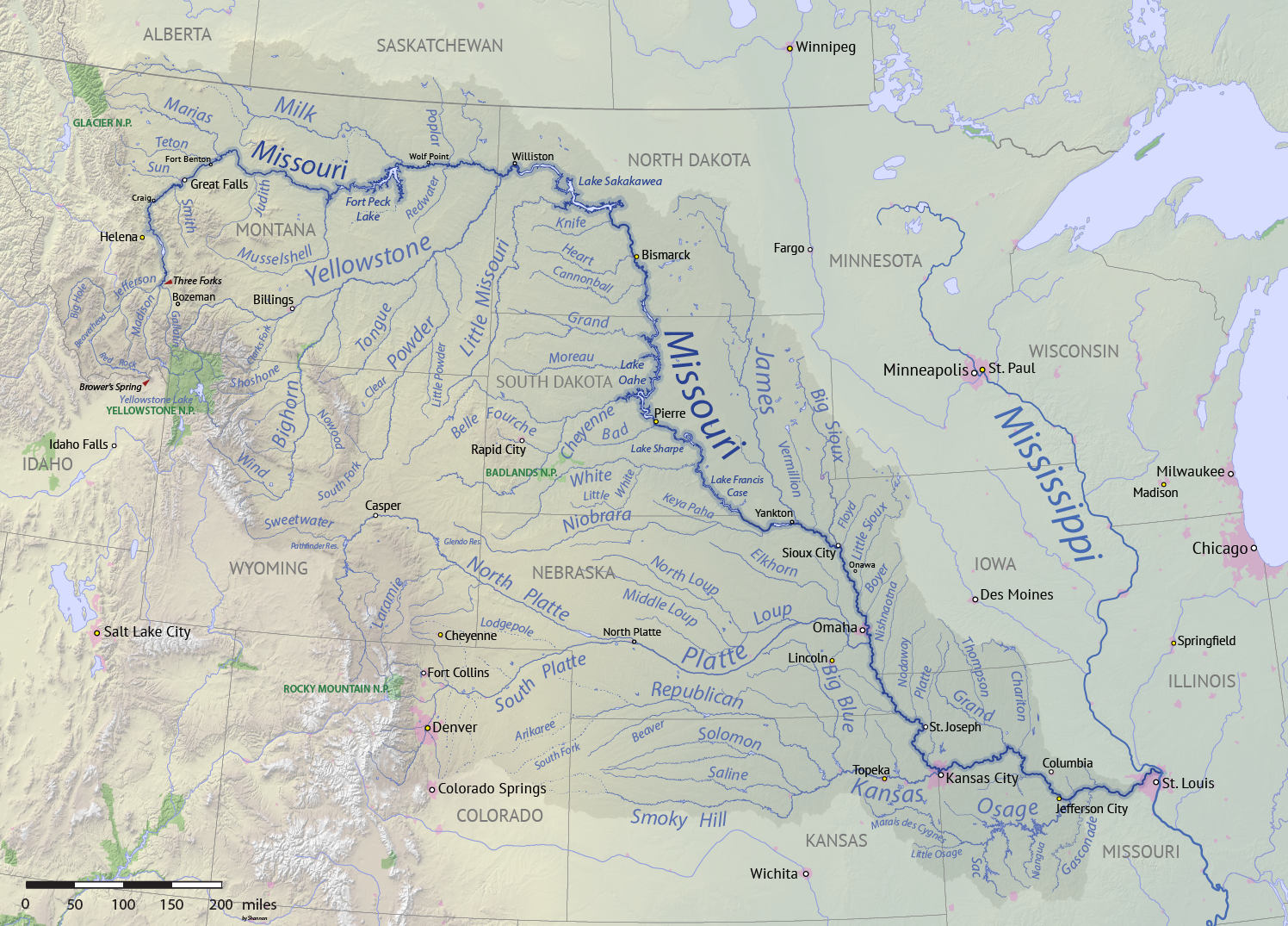
...en un mapa del río Misuri...
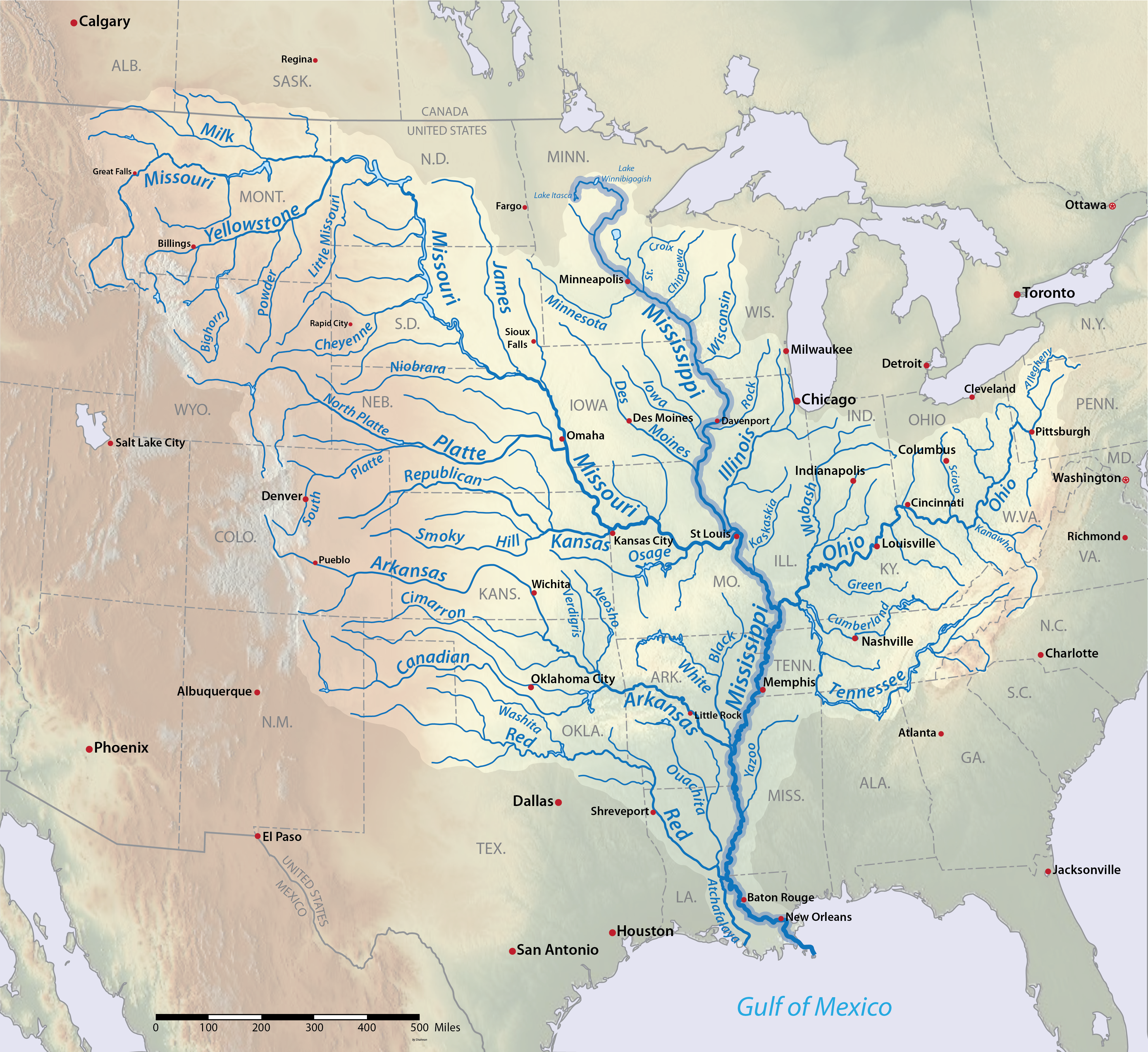
...y en un mapa del Misisipi

### Clima
| Parámetros climáticos promedio de Rapid City Regional Airport, Dakota del Sur (normales 1991−2020, extremos 1942−presente) | Parámetros climáticos promedio de Rapid City Regional Airport, Dakota del Sur (normales 1991−2020, extremos 1942−presente) | Parámetros climáticos promedio de Rapid City Regional Airport, Dakota del Sur (normales 1991−2020, extremos 1942−presente) | Parámetros climáticos promedio de Rapid City Regional Airport, Dakota del Sur (normales 1991−2020, extremos 1942−presente) | Parámetros climáticos promedio de Rapid City Regional Airport, Dakota del Sur (normales 1991−2020, extremos 1942−presente) | Parámetros climáticos promedio de Rapid City Regional Airport, Dakota del Sur (normales 1991−2020, extremos 1942−presente) | Parámetros climáticos promedio de Rapid City Regional Airport, Dakota del Sur (normales 1991−2020, extremos 1942−presente) | Parámetros climáticos promedio de Rapid City Regional Airport, Dakota del Sur (normales 1991−2020, extremos 1942−presente) | Parámetros climáticos promedio de Rapid City Regional Airport, Dakota del Sur (normales 1991−2020, extremos 1942−presente) | Parámetros climáticos promedio de Rapid City Regional Airport, Dakota del Sur (normales 1991−2020, extremos 1942−presente) | Parámetros climáticos promedio de Rapid City Regional Airport, Dakota del Sur (normales 1991−2020, extremos 1942−presente) | Parámetros climáticos promedio de Rapid City Regional Airport, Dakota del Sur (normales 1991−2020, extremos 1942−presente) | Parámetros climáticos promedio de Rapid City Regional Airport, Dakota del Sur (normales 1991−2020, extremos 1942−presente) | Parámetros climáticos promedio de Rapid City Regional Airport, Dakota del Sur (normales 1991−2020, extremos 1942−presente) |
| Mes | Ene. | Feb. | Mar. | Abr. | May. | Jun. | Jul. | Ago. | Sep. | Oct. | Nov. | Dic. | Anual |
| --- | --- | --- | --- | --- | --- | --- | --- | --- | --- | --- | --- | --- | --- |
| Temp. máx. abs. (°C) | 24.4 | 23.9 | 28.9 | 33.9 | 36.7 | 42.8 | 43.9 | 41.7 | 40 | 35.6 | 28.3 | 23.9 | 43.9 |
| Temp. máx. media (°C) | 2.2 | 3.4 | 9 | 13.7 | 19.2 | 25.3 | 30.2 | 29.7 | 24.5 | 15.8 | 8.5 | 2.9 | 15.3 |
| Temp. media (°C) | -4.3 | -3.3 | 1.9 | 6.6 | 12.3 | 18.1 | 22.4 | 21.6 | 16.3 | 8.4 | 1.4 | -3.6 | 8.2 |
| Temp. mín. media (°C) | -10.7 | -10 | -5.2 | -0.4 | 5.4 | 10.9 | 14.7 | 13.4 | 8 | 0.9 | -5.6 | -10.1 | 0.9 |
| Temp. mín. abs. (°C) | -32.8 | -35 | -29.4 | -18.3 | -7.8 | -0.6 | 3.9 | 2.8 | -7.8 | -21.7 | -28.3 | -34.4 | -35 |
| Precipitación total (mm)                                                                                                   | 7.9 | 12.7 | 23.1 | 52.8 | 87.6 | 72.9 | 57.9 | 40.4 | 31 | 35.8 | 11.9 | 8.9 | 443 |
| Nevadas (cm) | 13.5 | 19.6 | 21.3 | 25.7 | 3.8 | 0 | 0 | 0 | 0.3 | 7.6 | 14.5 | 17 | 123.2 |
| Días de precipitaciones (≥ 0.2 mm)                                                                                         | 5.7 | 6.6 | 7.0 | 10.5 | 12.6 | 12.5 | 9.8 | 7.9 | 6.6 | 7.1 | 5.1 | 5.0 | 96.4 |
| Días de nevadas (≥ 0.2 cm)                                                                                                 | 6.1 | 7.1 | 4.1 | 4.3 | 0.4 | 0.0 | 0.0 | 0.0 | 0.1 | 1.7 | 3.6 | 5.4 | 32.8 |
| Horas de sol | 163.5 | 174.0 | 233.9 | 246.9 | 274.3 | 310.5 | 335.5 | 323.8 | 261.9 | 226.0 | 156.6 | 149.9 | 2856.8 |
| Humedad relativa (%) | 63.5 | 65.1 | 63.8 | 58.6 | 60.8 | 61.9 | 56.2 | 52.6 | 53.5 | 54.2 | 62.2 | 64.8 | 59.8 |
| Fuente: NOAA (humedad y horas de sol 1961−1990)                                                                            | | | | | | | | | | | | | |

## Demografía
Según el censo de 2010, había 67.956 personas residiendo en Rapid City. La densidad de población era de 472,88 hab./km². De los 67.956 habitantes, Rapid City estaba compuesto por el 80.43% blancos, el 1.12% eran afroamericanos, el 12.38% eran amerindios, el 1.17% eran asiáticos, el 0.08% eran isleños del Pacífico, el 0.7% eran de otras razas y el 4.11% pertenecían a dos o más razas. Del total de la población el 4.14% eran hispanos o latinos de cualquier raza.

## Ciudades hermanadas
Rapid City está hermanada con las siguientes ciudades:
- Apolda, Turingia, Alemania.
- Tochigi, Japón, Japón.
- Yangshuo, Guangxi, China.